# Dmitrij Furmanow
Dmitrij Andriejewicz Furmanow (ros. Дми́трий Андре́евич Фу́рманов; ur. 5 listopada?/17 listopada 1891 we wsi Sierieda, zm. 15 marca 1926 w Moskwie) – rosyjski pisarz, prozaik, rewolucjonista, dowódca wojskowy i polityczny.

## Życiorys
Urodzony w guberni kostromskiej, w rodzinie biednego chłopa. W 1912 roku rozpoczął studia na wydziale filologicznym Uniwersytetu Moskiewskiego. W 1914 roku zgłosił się ochotniczo na front, był sanitariuszem. W dniach rewolucji październikowej stał na czele sztabu rewolucyjnego w Iwanowo-Wozniesieńsku.
Autor prozy o charakterze dokumentalnym poświęconej wydarzeniom rewolucyjnym i wojnie domowej; opowieść Czerwony desant (1922, wydanie polskie 1951), powieści: Czapajew (1923, ekranizacja braci Wasiljewów w 1934, wydanie polskie 1935) – o dowódcy partyzanckim Wasiliju Czapajewie oraz Bunt (1925, wydanie polskie 1951). Furmanow pisał też artykuły krytycznoliterackie. Został odznaczony
Orderem Czerwonego Sztandardu. W latach 1922–1925 związany był z grupą literacką Październik. W 1926 roku zmarł na zapalenie opon mózgowych, został pochowany na Cmentarzu Nowodziewiczym w Moskwie.